# مجمع العقيدة والإيمان
مجمع العقيدة والإيمان هو أقدم المجمعات التسعة للكوريا الرومانية. وقد تأسس للدفاع عن الكنيسة من الهرطقة. أصبح اليوم الجهة المسؤولة عن التبشير والدفاع عن المذهب الكاثوليكي. وهو معروف بشكل غير رسمي في العديد من الدول الكاثوليكية باسم المكتب المقدس. تم تأسيسه على يد البابا بولس الثالث في عام 1542، وكان الهدف الوحيد من تأسيسه حسب اعتقاد البابا هو نشر المذهب الكاثوليكي السليم والدفاع عن أفكار التقليد المسيحي التي تبدو في خطر بسبب المذاهب الجديدة والعقائد الغير مقبولة.